# Fulpmes
Fulpmes is een gemeente in het district Innsbruck Land van de Oostenrijkse deelstaat Tirol.
Fulpmes is het centrum van de ijzerverwerkende industrie in het Tiroler Stubaital. Een aambeeld in het gemeentewapen maakt de verbintenis met de metaalsector nog duidelijker. De gemeente bestaat uit twee hoofdkernen, Fulpmes en Medraz. Buurgemeenten zijn onder andere Neustift in het westen en Telfes en Mieders in het oosten. Fulpmes is vanuit Innsbruck met het openbaar vervoer bereikbaar. Door Fulpmes stromen twee beken, de Ruetz en de Schlickerbach.

## Geschiedenis

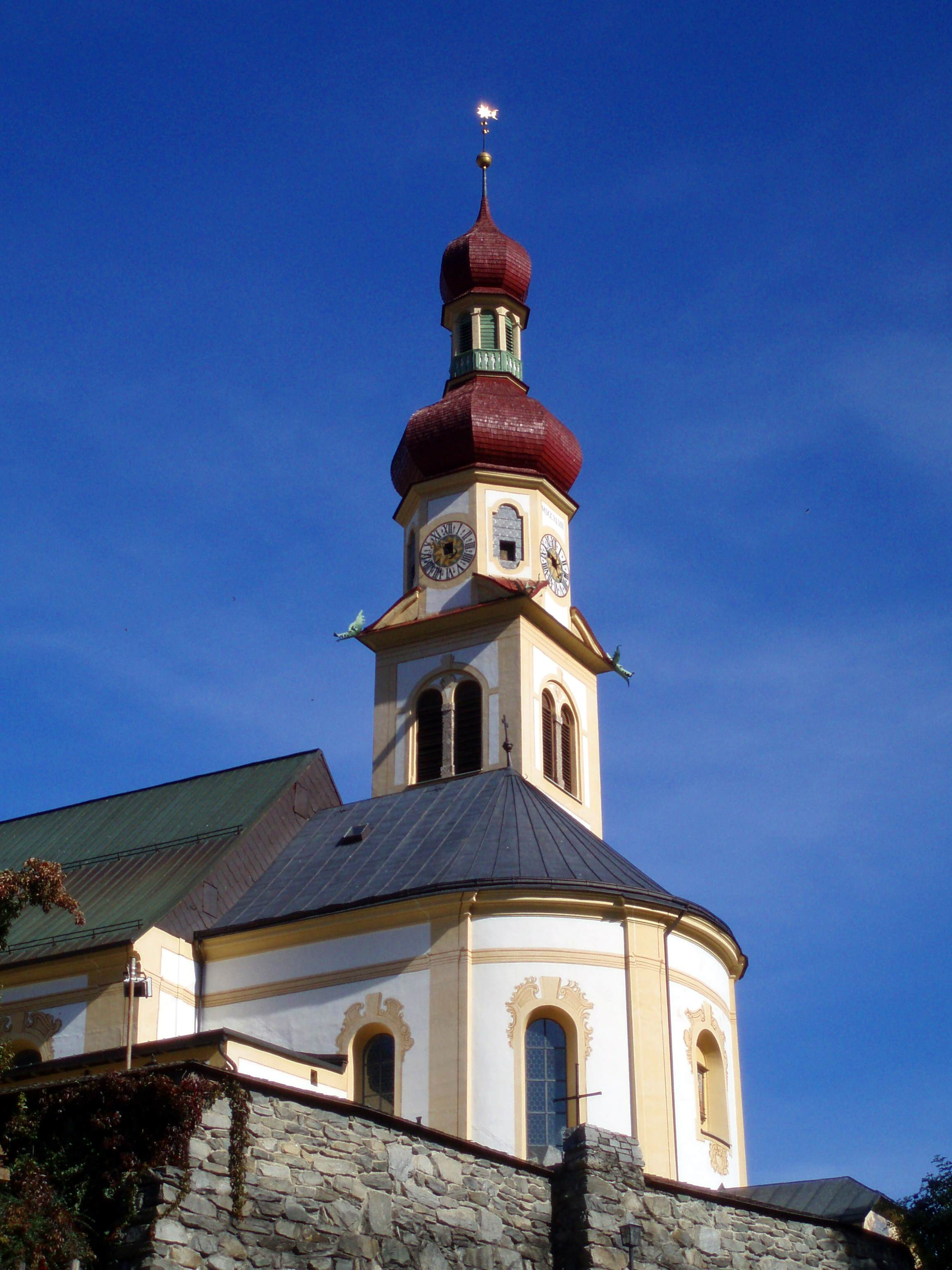
Parochiekerk van Fulpmes

De plaats werd in 1286 voor het eerst genoemd in een officieel document als Vultmeis, wat wolven betekent. Andere varianten van deze naam door de eeuwen heen waren Wultmeins en Vulpes. Tussen de 16e en 18e eeuw werd er in het gebied Schlick ijzererts gewonnen, bij Sonnenstein werd gegraven naar goud en zilver. De werktuigen van het merk Stubai zijn afkomstig uit Fulpmes. In de jaren zestig en zeventig werden met name in Turkije arbeiders geworven voor de metaalsector. Tijdens de Balkanoorlog in de jaren negentig kwam een grote stroom vluchtelingen vanuit Bosnië naar Fulpmes, waardoor de moslimbevolking in Fulpmes verder groeide. Hierdoor beschikt Fulpmes sinds halverwege de jaren negentig ook over een moskee, naast de vele christelijke kerken.
Fulpmes is echter ook bekend geworden door het toerisme, omdat het de toegangspoort vormt naar het skigebied Schlick. Inmiddels is Fulpmes goed voor 300.000 toeristische overnachtingen per jaar. Sinds 1904 is het dorp door middel van een lokaalspoor Stubaitalspoorlijn met Innsbruck verbonden.

## Bezienswaardigheden
De parochiekerk voor de heilige Vitus is in Barokke stijl opgetrokken door de uit Fulpmes afkomstige kerkbouwmeester Franz de Paula Penz (1707-1772) met rococostucwerk van Anton Gigl. Widum, een drie verdiepingen tellend pastoriehof is eveneens van de hand van Franz de Paula Penz. De kostschool Don Bosco en de kerk aldaar zijn getekend door de uit Fulpmes afkomstige architect Clemens Holzmeister (1886-1983). De hulpkerk voor de heilige Margarethe in rococostijl heeft een prachtig interieur. Verder is ook het Kranerhaus met rijke kozijnversieringen aan het kerkplein, gebouwd in 1755, een bezichtiging waard. In Fulpmes bevindt zich een krachtcentrale van de Österreichische Bundesbahnen voor de stroomtoevoer naar de Brennerspoorlijn.

## Geboren
- Stefan Denifl (1987), wielrenner